# Tirkiş Jumageldi
Tirkiş Jumageldi är en turkmenisk författare och dramatiker. 
Han publicerade ett flertal böcker i Turkmenistan då landet var en del av Sovjetunionen. Efter att Turkmenistan blev självständigt 1991 vägrade Jumageldi att ge sitt stöd till den auktoritära presidenten Saparmurat Nijazov, vilket ledde till att hans böcker svartlistades. Sedan 1994 har han suttit i husarrest.